# Monumentberg
Der Monumentberg ist ein 293,4 m ü. NHN hoher Berg in Sachsen. Der Berg liegt bei Groß Radisch in der Oberlausitz.

## Geschichte

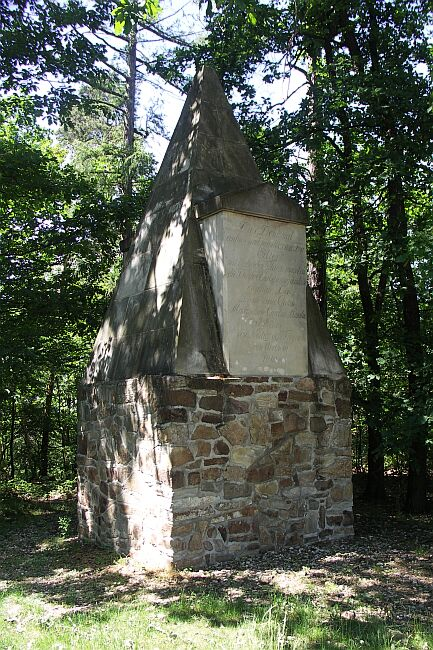
Monument für von Nostitz auf dem Berg

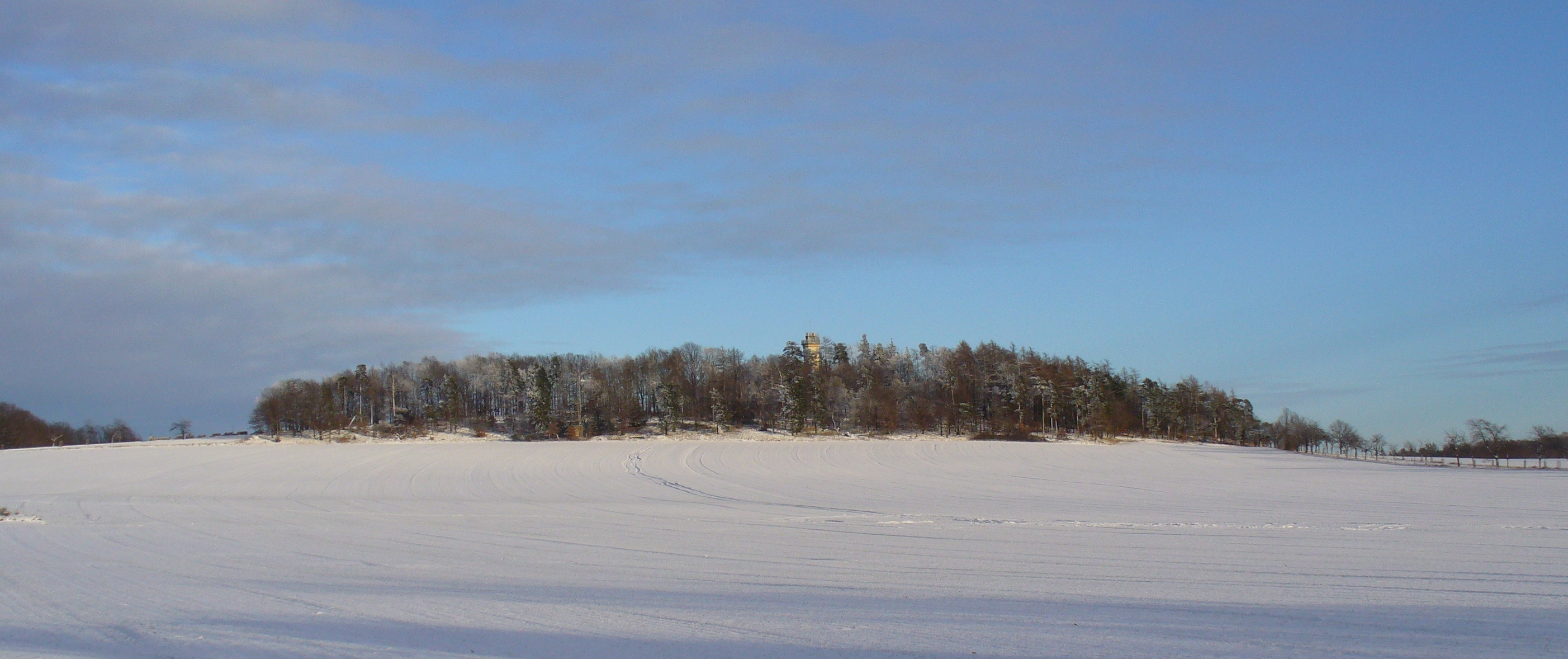
Der Monumentberg von Westen

Aussichtsturm und Quitzdorfer See

1801 wurde auf dem Gipfel ein Monument im Gedenken an Johann Carl Adolf von Nostitz (1743–1800), seit 1774 Premierleutnant in der kursächsischen Armee, ab 1786 Kapitän und ab 1793 Major, errichtet. Daher trug der Berg zunächst die Bezeichnung Nostitzhöhe. Nachdem die Erinnerung an von Nostitz zurückging, bürgerte sich die Benennung Monumentberg ein, die die Höhe heute trägt.
Als Station Nr. 2 Nostitzhöhe war der Monumentberg in den 1860er-Jahren eine Station 1. Ordnung der königlich-sächsischen Triangulation. Aus diesem Grund war auf dem Gipfel eine Vermessungssäule errichtet worden.
1994 wurde das Nostitz-Monument von der Gemeinde restauriert und 2000–2001 auf dem Gipfel ein 25 Meter hoher Aussichtsturm und eine Gaststätte errichtet.

## Geologie
Der Monumentberg gehört zum Höhenzug der Hohen Dubrau, welcher nördlich von Groß Radisch über ca. vier Kilometer bis zum Südrand des Oberlausitzer Heide- und Teichgebietes verläuft. Nach Norden hin fällt dieser Höhenzug steil ab, während er nach Süden flach ausläuft.
Das den Berg aufbauende Gestein ist sogenannter Dubrau-Quarzit, ein grauer und feinkörniger Quarzit, welcher auf alten Grauwacken aus dem Präkambrium aufbaut. Vereinzelt treten rötliche Sandsteine, konglomeratische Quarzite und quarzitische Schiefer auf.